# Jon Opstad
Jon Opstad (Anglia, Bristol, 1983. november 4. –) angol jazzdobos és zeneszerző. 

## Pályafutása
A Cambridge-i Egyetemen tanult zenét, ezen időszak alatt adta ki bemutatkozó lemezét, a Still Picture-t (2004). Az albumról dicsérő kritikák jelentek meg olyan publikációkban, mint a Jazzwise Magazine, a Jazz Journal International és a The Penguin Guide to Jazz; ötvözi az ECM kiadó művészeinek stílusát a norvég jazz-zel, ami betudható annak, hogy Opstad negyedrészt norvég.
Opstad második lemeze, az Interpretations (2007) hét Londonban dolgozó improvizatív zenész közreműködésével készült. Elődjéhez hasonlóan elismerő kritikákat kapott.

## Külső hivatkozások
- Hivatalos oldala
- Jon Opstad a MySpace-en
- Kritika az Interpretations című lemezről